# Наро-Осаново
Наро-Осаново (рос. Наро-Осаново) — село в Одинцовському районі Московської області Російської Федерації.

## Розташування
Село Наро-Осаново входить до складу міського поселення Кубинка, воно розташоване на Можайському шосе поруч із Полецьким озером. Найближчі населені пункти Крутіци, Дубки, Соф'їно.

## Населення
Станом на 2006 рік у селі проживало 26 осіб.

## Пам'ятки архітектури
У селі встановлено пам'ятний знак — танк Т-34 на честь воїнів 5-ї армії які захищали Москву у 1941 р.